# Patrice Lhôtellier
Patrice Lhôtellier (né le 8 août 1966 à Romilly-sur-Seine) est un escrimeur français. Membre de l'équipe de France de fleuret, il a été médaillé lors des Jeux olympiques et des championnats du monde.
Patrice Lhôtellier est membre du Cercle d'escrime Melun Val de Seine. Il en est également l’un de ses maîtres d’armes.

## Palmarès
- Jeux olympiques
  -  Médaille d'or au fleuret par équipe aux Jeux olympiques d'été de 2000 à Sydney,  Australie.
- Championnats du monde
  -  Médaille d'or au fleuret par équipe aux championnats du monde 1997 à Le Cap,  Afrique du Sud.
  -  Médaille d'or au fleuret par équipe aux championnats du monde 1999 à Séoul, Corée du Sud.
  -  Médaille d'argent au fleuret par équipe aux championnats du monde 1987 à Lausanne,  Suisse.
  -  Médaille d'argent au fleuret par équipe aux championnats du monde 1998 à La Chaux-de-Fond,  Suisse.
  -  Médaille de bronze au fleuret par équipe aux championnats du monde 1989 à Denver,  États-Unis.

- Championnats d’Europe
  -  Médaille de bronze au fleuret individuel aux championnats d’Europe 1994 à Cracovie,  Pologne.